# Juan José Soriano Pradas
Juan José Soriano Pradas (Requena, 1824-Valencia, 1898) fue un político y abogado español. Hijo de un notario de ideología liberal.
En el año 1845 se licenció en Derecho por la Universidad de Valencia, y tras finalizar sus estudios superiores comenzó a ejercer la profesión de abogado.
En el mundo de la política, junto a su amigo el valenciano José Antonio Guerrero Ludeña fueron uno de los grandes impulsores del Partido Republicano Democrático Federal.
Durante la época de la Revolución de 1868 fue el Secretario de la Junta Revolucionaria y Concejal del Ayuntamiento de Valencia, regido por su amigo José Antonio Guerrero.
En el año 1873 fue nombrado como gobernador civil de la provincia de Logroño, pero finalmente renunció al cargo cuando fue escogido diputado en el Congreso de los Diputados por el distrito de su población natal de Requena tras las elecciones a Cortes Constituyentes de 1873.
Después de la Restauración borbónica en España fue unos de los artífices en la reconstrucción del Partido Republicano Democrático Federal en el País Valenciano, del que fue el presidente del Directorio General hasta su fallecimiento dado en el año 1898 en la ciudad de Valencia.